# オミカレ
株式会社オミカレ（英: Omicale Inc.）は、東京都渋谷区に本社を置き、婚活パーティーポータルサイト「オミカレ」を運営する日本の企業。

## 概要
「オミカレ」は、全国で開催されている婚活パーティー・街コン・趣味コン・出会いイベントを紹介しているポータルサイト。開催情報は毎日更新されており、オミカレを介することでパーティーやイベントを簡単にみつけることができ予約まで可能。会員特典としてポイントも貯まり、様々な商品に交換することができる。

## 沿革
- 2013年(平成25年)
  - オミカレサービス開始[2]

- 2014年(平成26年)
  - 11月 法人化[2]

- 2015年(平成27年)
  - 1月 パーティー登録数10,000件突破[2]
  - 7月  会員機能リリース[2]

- 2017年(平成29年)
  - 5月 会員数100,000人突破[2]
  - 7月 街コンポータルリリース[2]

- 2018年(平成30年)
  - 11月 スマホアプリリリース[2]
  - 12月 趣味コンポータルリリース[2]

- 2019年(平成31年/令和元年)
  - 12月 サービスロゴ、コーポレートロゴリニューアル[2]

- 2020年(令和2年)
  - 9月 会員数500,000人突破[2]